# راشد علي حاج مطوملا
راشد علي حاج مطوملا (بالإنجليزية: Rashi Ali Hadj Matumla)‏ (مواليد 26 يونيو 1968) هو ملاكم تنزاني، مثّل بلاده في الألعاب الأولمبية الصيفية في دورات 1988 و1992 و1996.

## روابط خارجية
راشد علي حاج مطوملا على موقع بوكس ريك (الإنجليزية) (registration required)
- راشد علي حاج مطوملا على موقع اللجنة الأولمبية الدولية (الإنجليزية)
- راشد علي حاج مطوملا على موقع أوليمبيديا (الإنجليزية)